# Sophie Amiach
Sophie Amiach (Parigi, 10 novembre 1963) è un'ex tennista francese.